# Ulf Lyfors
Ulf Hugo Lyfors (* 9. Juli 1943; † 20. Februar 2022) war ein schwedischer Fußballtrainer. Mit der schwedischen Frauen-Nationalmannschaft gewann er bei der Europameisterschaft 1984 den Titel.

## Sportlicher Werdegang
Lyfors spielte hauptsächlich für den Solnaer Stadtteilsklub Huvudsta IS im Amateurbereich und begann bereits früh eine Trainerkarriere bei Amateurklubs im Stockholmer Umfeld. 1980 verpflichtete ihn der Svenska Fotbollförbundet als ersten hauptamtlichen Trainer für die Nationalfrauschaft, seine Vorgänger wie beispielsweise Tord Grip oder Hans Karlsson waren vornehmlich Trainerassistenten der Männermannschaft sowie für Nachwuchsnationalmannschaften zuständig gewesen. Bis 1987 blieb er im Amt und verantwortete 51 Länderspiele. Erste Erfolge verzeichnete er mit der Frauschaft bei der Nordischen Fußballmeisterschaft, bei den Turnieren 1980 sowie 1981 gewann er mit den Auswahl jeweils den Titel. Bei der ersten Frauen-Europameisterschaft 1984 marschierte er mit der Frauschaft mit sechs Siegen durch die Qualifikation sowie mit zwei Siegen gegen Italien im Halbfinale in die Endspiele. Nach einem 1:0-Heimerfolg gegen England durch einen Treffer von Pia Sundhage bewirkte ein Tor von Linda Curl im Rückspiel die Verlängerung und letztlich das Elfmeterschießen, in dem sich die Skandinavierinnen durchsetzten. Beim EM-Endrundenturnier 1987 verpasste die Frauschaft erst im Endspiel die Titelverteidigung, Gastgeber Norwegen setzte sich nach einem Doppelpack von Trude Stendal zur zwischenzeitlichen 2:0-Führung trotz eines Gegentreffers von Lena Videkull mit 2:1 durch. Im Anschluss an das Turnier übergab Lyfors das Traineramt an Gunilla Paijkull.
Lyfors blieb dem SvFF verbunden und arbeitete bis 2001 in der Jugendarbeit des Verbandes.
Seit 1989 war er mit Marika Domanski Lyfors verheiratet, die später ebenfalls als Trainerin unter anderem die schwedische Nationalmannschaft betreute und beim SvFF als Funktionärin tätig war. Im Endspiel um den Algarve-Cup 2022 drei Tage nach seinem Tod trug die schwedische Nationalmannschaft, die sich gegen Italien im Elfmeterschießen durchsetzte, eine Armbinde als Trauerflor.